# Nicolas Tournat
Nicolas Éric Tournat (* 5. April 1994 in Niort) ist ein französischer Handballspieler. Der 2,00 m große Kreisläufer spielt seit 2024 für den französischen Erstligisten HBC Nantes und steht zudem im Aufgebot der französischen Nationalmannschaft. Im September 2021 wurde ihm für den Gewinn der Goldmedaille mit der französischen Nationalmannschaft bei den Olympischen Spielen in Tokio der Ritterorden der Französischen Ehrenlegion verliehen.

## Karriere

### Verein
Nicolas Tournat stammt aus der Jugend von Niort HBS, wo er mit zwölf Jahren mit dem Handballsport begann, nachdem er zuvor sechs Jahren Fußball gespielt hatte. 2012 wechselte er zum HBC Nantes, wo er in der Saison 2012/13 erste Erfahrungen in der ersten französischen Liga (LNH) und sogar beim Final Four im EHF-Pokal, wo man erst im Endspiel den Rhein-Neckar Löwen unterlag, sammeln konnte.  In seiner zweiten Spielzeit kam er bereits auf 13 Einsätze in der LNH und sechs im EHF-Pokal. Zur Saison 2014/15 unterschrieb er seinen ersten Profivertrag. Mit Nantes gewann er 2015 die Coupe de la Ligue, 2017 die Coupe de France und den Trophée des champions. Ebenfalls 2017 wurde er Vize-Meister hinter Paris Saint-Germain. Nach einer weiteren Finalniederlage im EHF-Pokal 2015/16 gegen Frisch Auf Göppingen führte er seine Mannschaft mit 76 Treffern als siebtbester Torschütze des Wettbewerbs in das rein französische Finale der EHF Champions League 2017/18, in dem er bei der 27:32-Niederlage gegen Montpellier Handball keinen Treffer erzielen konnte. Zudem wurde Tournat am Ende der Saison 2017/18 erstmals zum besten Kreisläufer der LNH gewählt. 2019 und 2020 bekam er diese Ehrung erneut. Ab der Saison 2020/21 stand er beim polnischen Spitzenklub KS Kielce unter Vertrag. Im Finale der EHF Champions League 2021/22 unterlag er mit Kielce dem FC Barcelona erst nach Siebenmeterwerfen 35:37. Ein Jahr später verlor er mit Kielce das Endspiel gegen den SC Magdeburg mit 29:30 nach Verlängerung.
Zur Saison 2024/25 kehrte er nach Frankreich zum HBC Nantes zurück.

### Nationalmannschaft
Mit der französischen Junioren-Nationalmannschaft gewann Nicolas Tournat bei der U-21-Weltmeisterschaft 2015 in Brasilien die Goldmedaille.
In der französischen A-Nationalmannschaft debütierte Tournat am 26. November 2017 gegen Polen. Seitdem bestritt er bisher 77 Länderspiele, in denen er 166 Tore erzielte. Bei der Europameisterschaft 2018 gewann er mit der Equipe die Bronzemedaille. Er stand außerdem im Aufgebot für die Europameisterschaft 2020 und die Weltmeisterschaft 2021. Bei den Olympischen Spielen in Tokio gewann er mit Frankreich die Goldmedaille. Bei der Weltmeisterschaft 2023 gewann er mit Frankreich die Silbermedaille. Bei der Europameisterschaft 2024 gewann er mit Frankreich die Goldmedaille, dabei kam er in allen neun Spielen zum Einsatz und warf 16 Tore. Bei der Weltmeisterschaft 2025, bei der Frankreich Bronze gewann, wurde er in allen neun Partien eingesetzt und warf 21 Tore.

### Erfolge
- mit HBC Nantes
  - 1× Französischer Ligapokalsieger: 2015
  - 1× Französischer Pokalsieger: 2017
  - 1× Französischer Supercupsieger: 2017

- mit KS Kielce
  - 3× Polnischer Meister: 2021, 2022, 2023
  - 1× Polnischer Pokalsieger: 2021
  - Finalist der EHF Champions League: 2022, 2023

- mit der Nationalmannschaft
  - Olympische Spiele: Gold 2020
  - Weltmeisterschaft: Silber 2023, Bronze 2025
  - Europameisterschaft: Gold 2024, Bronze 2018
  - U-21-Weltmeisterschaft: Gold 2015

- persönliche Auszeichnungen
  - Bester Kreisläufer der französischen LNH: 2018, 2019, 2020